# داده بیدرنگ
دادهٔ بیدرنگ (RTD) (به انگلیسی: Real-time data) اطلاعاتی است که بلافاصله پس از جمع‌آوری تحویل داده می‌شود. تأخیر در به موقع بودن اطلاعات ارائه شده وجود ندارد. داده‌های زمان واقعی اغلب برای ناوش (به انگلیسی: navigation) یا ردگیری (به انگلیسی: tracking) استفاده می‌شود. چنین داده‌ای معمولاً با استفاده از محاسبه بیدرنگ پردازش می‌شود، اگر چه می‌تواند برای تجزیه و تحلیل داده بعدی یا برونخط (به انگلیسی: off-line) ذخیره شود.
دادهٔ بیدرنگ همان دادهٔ پویا نیست. دادهٔ بیدرنگ می‌توانند پویا (به عنوان مثال متغیری که مکان فعلی را نشان می‌دهد) یا ایستا باشند (به عنوان مثال یک ورودی جدید که نشانگر مکان در یک زمان خاص است).

## در اقتصاد
دادهٔ اقتصادی بیدرنگ و سایر آمارهای رسمی، اغلب بر اساس برآوردهای اولیه است و بنابراین با در دسترس قرار گرفتن تخمین‌های بهتر، اغلب تنظیم می‌شوند. این داده‌های تنظیم شده بعدی را «داده‌های اصلاح شده» می‌نامند. اصطلاحات دادهٔ اقتصادی بیدرنگ و تجزیه و تحلیل اقتصادی بیدرنگ توسط فرانسیس ایکس دایبولد و گلن دی رودبوش ابداع شد. اقتصاددان کلان، گلن دی. رودبوش، تجزیه و تحلیل بیدرنگ را چنین تعریف کرد: «استفاده از مجموعه اطلاعات پی‌درپی که در واقع همچنانکه تاریخ هویداشد در دسترس بودند.»

## در حراج
مزایده بلادرنگ حراج برنامیک (به انگلیسی: programmatic) بیدرنگ است که برداشت‌های آگهی-دیجیتالی را می‌فروشند.